# NGC 4058
NGC 4058 is een spiraalvormig sterrenstelsel in het sterrenbeeld Maagd. Het hemelobject werd op 24 maart 1868 ontdekt door de Amerikaanse astronoom George Mary Searle.

## Synoniemen
- UGC 7036
- MCG 1-31-17
- ZWG 41.32
- PGC 38124